# VP7
On2 TrueMotion VP7 es un códec de video propietario, desarrollado por On2 Technologies.
On2 VP7 es el sucesor del códec VP6 también desarrollado por On2. On2 VP7 está diseñado para competir con los códecs H.264/MPEG-4 AVC, Windows Media Video 9 (VC-1), MPEG-4 entre otros.
On2 ofrece el códec gratuitamente si es para uso personal en forma de VfW para codificar y filtro DirectShow para decodificar.